# Джарри, Тристан
Тристан Джарри (англ. Tristan Jarry; 29 апреля 1995, Сарри, Британская Колумбия, Канада) — канадский профессиональный хоккеист, вратарь клуба АХЛ «Уилкс-Барре/Скрантон Пингвинз».

## Карьера
На юношеском уровне Джарри выступал за команду WHL «Эдмонтон Ойл Кингз», вместе с ними он стал чемпионом лиги и победителем Мемориального кубка, а также становился участником матча всех звёзд WHL и CHL.
7 апреля 2015 года Джарри был вызван в «Уилкс-Барре/Скрэнтон Пингвинз». 9 апреля 2016 года он получил свой первый вызов в НХЛ в связи с травмами 2-х основных вратарей «Питтсбург Пингвинз» Марка-Андре Флёри и Мэтта Мюррея. В сезоне 2016/17 Джарри на пару с вратарём Кейси Десмитом взял Гарри (Хэп) Холмс Мемориал Эворд. 9 апреля 2017 года Тристан дебютировал в НХЛ в заключительном матче регулярного сезона против «Нью-Йорк Рейнджерс».
Первую победу в НХЛ Джарри одержал 25 ноября 2017 года в матче против «Тампа-Бэй Лайтнинг», также в этом матче он отметился голевой передачей. Через 6 дней, 1 декабря, он сделал свой первый "шатаут" в карьере НХЛ, случилось это в матче против «Баффало Сейбрз». 26 июля 2018 года «Пингвинз» подписали с Джарри новый двусторонний контракт на 2 года и сумму 1,35 млн долларов.
14 ноября 2018 года Джарри записал на свой счёт первый гол в истории «Уилкс-Барре/Скрэнтон Пингвинз», забитый вратарём, случилось это в победном матче против «Спрингфилд Тандербёрдс».
В сезоне 2019/20 Джарри стал основным вратарём «пингвинов», вытеснив из основного состава Мэтта Мюррея. В декабре 2019 года он стал второй звездой месяца. Также Тристан был вызван на матч всех звёзд НХЛ 2020 года взамен травмированного вратаря «Коламбус Блю Джекетс» Йоонаса Корписало.
13 января 2022 года был вызван на матч всех звёзд НХЛ.
30 ноября 2023 года забил шайбу в ворота «Тампы-Бэй Лайтнинг» прямым броском от своих ворот. Джарри стал 9-м вратарём в истории НХЛ (и первым вратарём «Пингвинз»), забившим шайбу прямым броском по пустым воротам. В этом же матче отбил 39 из 41 броска по своим воротам.
15 января 2025 года был выставлен на драфт отказов откуда его никто не забрал и 16 января был отправлен в фарм-клуб «Уилкс-Барре/Скрантон Пингвинз».